# Banji long

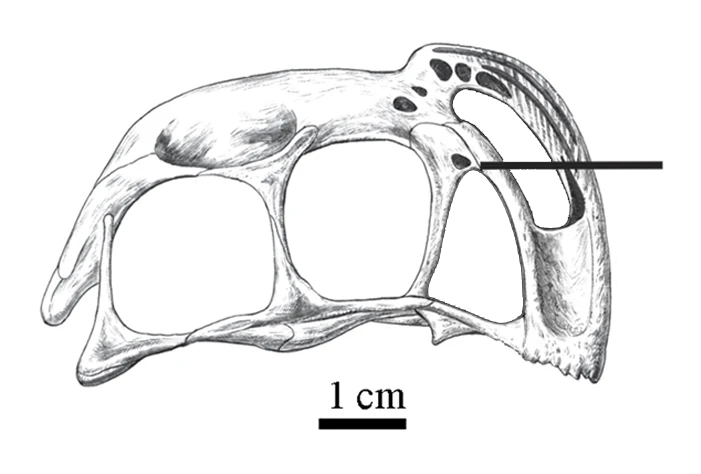
Ilustración del cráneo excluyendo la mandíbula.

Banji long (zhn "dragón con cresta rayada") es la única especie conocida del género fósil Banji de dinosaurio terópodo ovirraptórido, que vivió a finales del período Cretácico superior, hace aproximadamente 65 millones de años, en el Maastrichtiense, en lo que hoy es Asia. Con una sola especie conocida, Banji long, esta es representada por un solo cráneo y una quijada inferior. El espécimen fue donado al instituto chino de paleontología y Paleoantropología de vertebrados por un colector aficionado de quien recuperó el fósil de cerca de la ciudad de Ganzhou. El examen de las rocas que contenían al cráneo son probablemente de los lechos rojos de la Formación Nanxiong, fechada en el límite Cretácico-Paleógeno  hace aproximadamente 65 millones de años. Fue descrito por primera vez por Xu Xing y Feng-Lu Han en 2010.
Banji poseía un cráneo alto, con una cresta como algunos otros ovirraptóridos. Se caracterizaba por poseer a los lados de la cresta una serie de estriaciones verticales únicas, así como un acanalado en el extremo de la quijada inferior. Banji también diferencia de otros ovirraptóridos en tener una abertura nasal inusualmente larga que seguía la curva de la cresta casi hasta la cuenca del ojo.
Se diferencia de otros oviráptoridos debido a la cresta formada por los huesos nasales y el premaxilares, la cresta tiene un extremo caudal por etapas y lleva dos ranuras longitudinales y numerosas estrías oblicuas en sus superficies laterales, las narinas externas cerca de la órbita situada en caudal situado, muy alargada,  la superficie dorsal de la rama palatina del pterygoideo tiene una fosa profunda, varias ranuras longitudinales están presentes a lo largo de la porción caudal del margen dorsal del dentario y varios tubérculos están presentes a lo largo de la plataforma lateral en el margen dorsal de la surangular.